# アウトソーシング
アウトソーシング（英語: outsourcing）あるいは外部委託（がいぶいたく）とは、従来は組織内部で行っていた、または新規に必要なビジネスプロセスについて、それを独立した、専門性の高い別の企業等の外部組織（子会社や協力会社、業務請負・人材派遣会社など）に委託して、労働サービスとして購入する契約である。対義語は「インソーシング（内製化）」。
アウトソーシングには、国内・国外の両方が含まれ、後者はオフショアリングとして「企業があるビジネスの機能を選択して国外に移転すること」とされている。
類義語に業務委託（ぎょうむいたく）、業務請負（ぎょうむうけおい）、外注（がいちゅう）、外製（がいせい）がある。なお、国立国語研究所の「「外来語」言い換え提案」では、「外部委託」と言い換えるように主張している。
民法上は、請負や委任（準委任）の契約を指し、この二つを総称して一般に業務委託契約（法律用語ではない）という。

## 概要
この語は外部を意味する「アウト」と、資源利用を意味する「ソーシング」で構成された和製英語であり、字義としては「外部資源利用」または「外部資源の有効活用」である。本来としては単なる「仕事を外に出すこと」よりも「外部の資源やサービスを活用すること」という意味合いが強い。
業務委託契約は、合意された業務内容を委託する側と、受託する側の間で結ばれ、そのサービス対価に対して合意された金額を支払うという形が最も一般的である。
通常は、狭義には、自社の業務過程の一部を外部に委託することを指す。広義には、自社が業務上必要とする資源やサービスを外部から調達することを指す。
アウトソーシングを委託する側は自社の中心業務に集中し、それ以外の業務（外部活用をしたほうが効率的であったり、専門的であるものなど）を外部に委託（アウトソーシング）するのが有効である。多方面にわたる専門的な人材育成から解放されることなどにより業務の効率化が図られる。また、自社内部に設備など専用の資産や運用部門などを持たず、サービスとして提供を受けないので、財務管理上の影響もある。
情報産業では、ITアウトソーシングとも呼ばれ、ハードウェアやソフトウェアやネットワーク製品などの資源提供サービス、それらの保守サービスや運用管理サービス、更にはアプリケーションの構築サービスなどがあり、またこれらを組み合わせてマルチソーシング（マルチ＝多方面）と呼ぶこともある。IT業界では業務委託が行われやすいが、様々な問題も抱えている。

## 課題

### 偽装請負との関係
アウトソーシングを標榜する業者の中には、実態が委託者から専門性を高く評価されない労働者派遣事業と何ら変わらない業態を取る業者もいる。特に業務請負業者の多くに、製造現場への違法な労働者供給（いわゆる“人貸し”）の傾向が見られ、労使紛争が頻発しており、国が監視を強化しつつある。実際にグッドウィルなどで、このような問題が生じていた。
システム開発業界では、偽装請負は昔から大変盛んである。偽装請負により事業所に派遣された人を、かつては『外注』と呼んでいた。しかし、若干、敬意を表して『協力会社』と呼ぶのが業界での慣行である。

### 責任の不明確化
不良品の出荷や納期の遅延などが生じた場合に、発注者もしくは部署もしくは企業と受注した労働者もしくは部署もしくは企業との間で、得てして責任の擦り付け合いが生じる。この場合、発注側による優越的地位の濫用が懸念される。

### 発注側の問題
アウトソーシングは、発注側ではサービスの品質を制御できない。発注側が適切な委託者を選択しなかった場合、以下の問題が生じることがある。理論的にはいずれの場面も委託者側の委託業務内容に関する専門知識の維持と委託者側による受注者側の適切な統制管理でほぼ防ぐことが可能である、とされている。しかし、現実には方法は提示されてもそうした問題を克服するような手段は何一つとして確立されていないのが実情である。
費用対効果（コストパフォーマンス）の悪化
アウトソーシングを活用する企業や公共団体の側で、アウトソーシング委託を受ける企業及びスタッフの専門性を評価する能力や意思を手放して丸投げする形を取った場合に、関連費用の節減ができたつもりが、かえって費用対効果の悪い事態となり、委託する前と比べて（不可視になった部分も含めて）関連費用が増大する状態に追い込まれる場合もある。
製品の品質の低下
特に製造業のそれにいえることであり、かつ上記の事例にも共通するものがあるが、委託内容に見合った適切な価格を提示しなかった場合、受注側は受注価格に対し赤字を出さないようにするためにその委託内容に関する費用を削ろうとする。それは人件費や材料費や安全上必要な手続きの省略などである。例えば、人件費を一定以下に削れば受注者側の労働者の意欲が維持できずに手抜きをする可能性が高まる。結果として製品の品質の低下に直結してしまう。ひいては製品リコールの確率を高めることにつながるため、いざリコールとなった場合は余計に費用がかさむことになる（ただし自動車分野のリコールは部品の共通化でリコール対象の範囲が広まりやすくなっていると言う事情も考慮する必要がある）。
内部統制とセキュリティ
さらにアウトソーシングは、内部統制がしっかり確立していない場合は情報管理の脆弱性をはらみやすい。具体的には（特に日本においては偽装請負業者を使用している場合に言えることだが）情報漏洩やスパイ活動の温床となりやすい。これは請負業者側が身元を確認しないで採用活動をする傾向がある上に、雇用者の待遇を低く抑えることが影響している。
生産拠点の確保
アウトソーシングが外部委託である以上、生産拠点の確保もまた発注側にとっては頭の痛い問題である。特に限られたパイの中での競争では、受注先がよりよい取引先と契約したり、倒産して拠点を失った場合、次の委託先を探すまで生産停止という状態に陥り、ひいてはそれが販売機会の喪失による損害をもたらすことも考慮しなければならない。この手の問題は国外企業との取引で数多く存在している。

### 失業問題
詳細は「Outsourcing」を参照
アウトソーシングは需要と供給さえ一致すれば国外の業者に行うこともできる。そのため今まで国内で業務に携わってきた人々（特に情報産業）の雇用を奪うことにつながっており、深刻な失業者問題が発生している。本件は2004年の米大統領選挙の争点のひとつとなった。